# Ecyroschema rugata
Ecyroschema rugata là một loài bọ cánh cứng trong họ Cerambycidae.